# 楚庫河
楚庫河（俄語：Чикой，穆麟德轉寫：Cuku bira），又称赤奎河，是流经俄羅斯外贝加尔边疆区和布里亚特共和国的一条河流，全长769公里。在新色楞金斯克附近汇入色楞格河。
這條河通常在每年十月底或十一月初結冰，並持續到次年四月或五月初。其最大支流是緬扎河。
根据清代簽署的《恰克圖條約》，楚庫河的一段是中國清朝和俄國的邊界。經過歷史變遷，目前仍有一段是蒙古國和俄羅斯聯邦的邊界。

## 流域

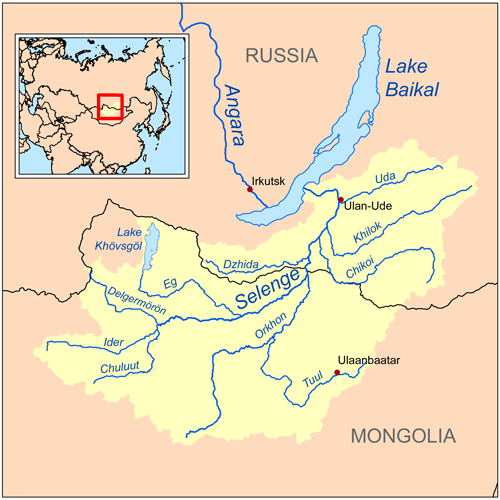
色楞格河流域（黄色）：
Selenge：色楞格河
Angara：安加拉河
Chikoi (Chikoy)：楚库河
Chuluut：楚魯特河
Delgermoron：德勒格尔木伦河（德勒格尔河）
Dzhida：吉达河
Eg (Egiin)：额金河
Ider：伊德尔河
Khilok：希洛克河
Orkhon：鄂尔浑河
Tuul：土拉河
Uda：乌达河
Ulan-Ude：乌兰乌德